# Ната (река)
Ната (англ. Nata River) — река в восточной части Ботсваны и западной части Зимбабве. Составляет около 330 км в длину, из них около 210 км на территории Зимбабве и около 120 км — на территории Ботсваны. Площадь водосбора составляет 24 585 км².
Река Ната берёт начало на западе Зимбабве, недалеко от небольшого городка Сандаун, расположенного в 50 км к западу от Булавайо. Река никуда не впадает; теряется в районе бессточной впадины Макгадикгади, в солёных болотах Суа. В верховьях реки Ната развито сельское хозяйство, для целей которого вода реки широко используется. В низовьях, на территории Ботсваны, воды реки питают пересыхающие болота во впадине Макгадикгади, служащие домом для множества редких видов животных.